# Metaxmeste
Metaxmeste là một chi bướm đêm thuộc họ Crambidae.